# Klaus Vogelgesang

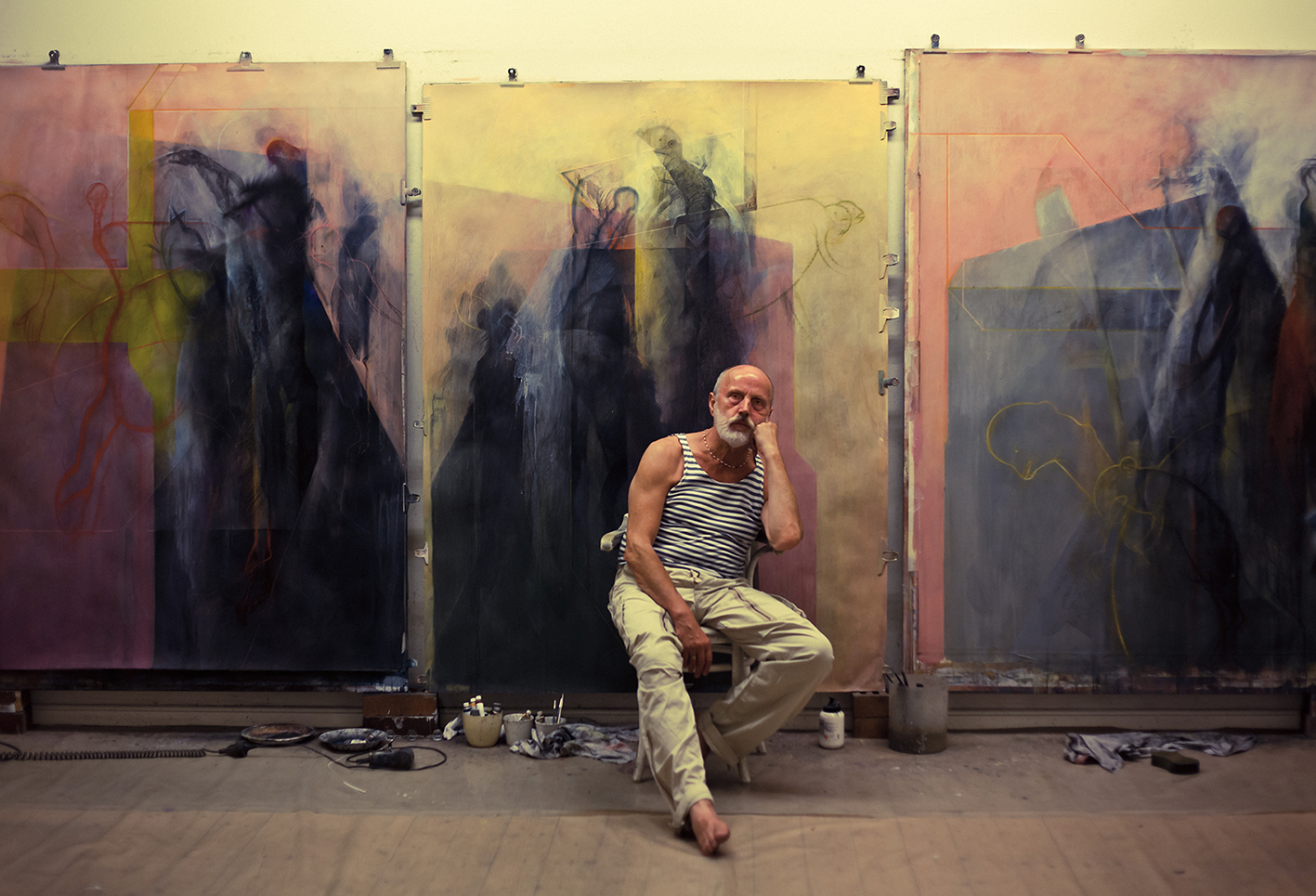
Klaus Vogelgesang (2011)

Klaus Vogelgesang (* 27. April 1945 in Radebeul) ist ein deutscher Zeichner und Maler, der in den 1970er Jahren als einer der führenden Vertreter des Kritischen Realismus aus West-Berlin bekannt wurde.

## Leben
Nach einem Umzug nach Berlin 1965 begann Vogelgesang ein Studium an der Staatlichen Akademie für Grafik, Druck und Werbung. Er schloss dieses 1969 ab und arbeitet seitdem als freischaffender Künstler in Berlin. 1972 war Vogelgesang mit Hermann Albert, Bettina von Arnim, Ulrich Baehr, Hans-Jürgen Diehl, Arwed D. Gorella, Maina-Miriam Munsky, Wolfgang Petrick, Joachim Schmettau, Peter Sorge und Jürgen Waller Gründungsmitglied der West-Berliner Künstler-Gruppe Aspekt, bevor er 1976 für einen Studienaufhalt an der Villa Massimo nach Rom wechselte. Im Jahr 1977 war er Teilnehmer der Documenta 6 in Kassel in der Abteilung Zeichnung und wurde Mitglied im Deutschen Künstlerbund. Von 1993 bis 2010 hatte er eine Professur für Zeichnung an der Akademie für Bildende Künste an der Johannes-Gutenberg-Universität in Mainz. Klaus Vogelgesang lebt als freischaffender Künstler in Berlin.

## Werk
„Mitte der 1960er Jahre, bedingt durch die Insellage der Stadt, formiert sich in West-Berlin der Kritische Realismus. Mit Hilfe der Überpointierung, Karikaturzeichnung und Montagetechnik suchen die Kritischen Realisten die Auseinandersetzung mit der unpolitischen Idylle des in den Jahren nach dem zweiten Weltkrieg neu aufgeblühten Wohlstandsbürgertums. Sie prangern Krieg, Terror, Ausbeutung und Korruption an, weisen auf das Leid der Hilflosen und gescheiterten Existenzen oder lenken den Blick auf Randgruppen der deutschen Gesellschaft. Der Kritische Realismus gilt für längere Zeit geradezu als Identitätsmarke für West-Berliner Kunst.“ In der zweiten Hälfte der 1960er Jahre entwickelt Klaus Vogelgesang mit dem Zeichenstift erste Darstellungen von Menschen in der Großstadt, in denen einerseits Partien mit diffizilen Schattierungen geradezu malerisch ausgeführt werden, die daneben aber auch rein zeichnerische Konturen als Strich unfertig stehen lassen. Aggression scheint in seinen Zeichnungen in vielerlei Form auf. Nach dem Prinzip Collage werden die noch nicht bewältigte deutsche Vergangenheit des Nationalsozialismus, zwischenmenschliche Auseinandersetzungen oder die Konsumgesellschaft thematisiert. Vogelgesang montiert Porträts von Franz Josef Strauß, Rock-Stars oder Micky Mouse in seine Szenerien ein. Als Vorbilder dienen die Veristen der Weimarer Zeit wie Otto Dix, George Grosz, Rudolf Schlichter oder Karl Hubbuch. Mitte der 1970er Jahre werden Vogelgesangs Zeichnungen großformatiger und überschreiten die Zwei-Meter-Marke. Es entstehen Arbeiten wie An der Mauer (1977, Graphit- und Farbstifte auf Karton, 147 × 147 cm, Privatsammlung Düsseldorf), das Triptychon Großstadt (1977, Graphit- und Farbstifte auf Karton, 196 × 450 cm, Bundeskunstsammlung) oder Ein Männlein steht im Walde (1979, Graphit- und Farbstifte auf Karton, 200 × 300 cm, Stiftung Stadtmuseum Berlin), mit denen der Künstler zu einem der Hauptvertreter des Kritischen Realismus avanciert. 1974 illustrierte er den Vorabdruck des Romans Die verlorene Ehre der Katharina Blum von Heinrich Böll im Spiegel.
Ab 1985 bezeichnet Vogelgesang seine Arbeiten im Stil des Kritischen Realismus als „ausformuliert“. Er beginnt, mit abstrakten Elementen zu experimentieren, die Arbeiten werden farbiger. Hinzu kommen Techniken in Aquarell, Acrylfarbe und Kreide. „Ich denke, daß sich in der zweiten Lebenshälfte fast zwangsläufig die existenziellen Fragestellungen verändern und diese Veränderungen finden dann auch ihren Ausdruck in der Arbeit selbst.“ Der Bildraum wird weniger eindeutig und gewinnt an Tiefe. „Der Weg führt nach innen“ (Eberhard Roters 1988 über die Arbeiten von Klaus Vogelgesang).

## Auszeichnungen
- 1974: Deutscher Kritikerpreis für den Bereich Bildende Kunst
- 1984: 1. Preis im art-Künstlerwettbewerb „Deutsche Landschaft heute“

## Arbeiten in öffentlichen Sammlungen
Eine Auflistung der Arbeiten, die sich in öffentlichen Sammlungen befinden, ist im Ausstellungskatalog Klaus Vogelgesang 1969–1982, hrsg. von Dieter Ruckhaberle, Staatliche Kunsthalle Berlin, 1982  auf S. 6 unter „Leihgeber“ enthalten. Ebenso befinden sich hier Angaben zu den Einzel- und Gruppenausstellungen (S. 13 und 16) und zur Literatur und den Illustrationen (S. 18).
- Berlinische Galerie, Berlin[9]
- Kunstamt Kreuzberg, Berlin
- Nationalgalerie (Berlin)
- Staatliche Museen zu Berlin/Stiftung Preußischer Kulturbesitz, Berlin
- Neuer Berliner Kunstverein, Berlin[10]
- Bundeskunstsammlung[11]
- Kunstsammlung der Universität Göttingen
- Hamburger Kunsthalle
- Kunsthalle zu Kiel
- Staatliche Graphische Sammlung München
- Ludwiggalerie Schloss Oberhausen
- Museum Kunstpalast, Düsseldorf
- Kunsthalle Recklinghausen
- Kulturamt der Stadt Salzgitter
- Institut für Auslandsbeziehungen, Stuttgart
- Von der Heydt-Museum, Wuppertal
- Deutscher Bundestag, Berlin[12]

## Einzelausstellungen (Auswahl)
Eine weitere Auflistung der Einzel- und Gruppenausstellungen ist im Ausstellungskatalog Klaus Vogelgesang. Arbeiten 1985–1988, hrsg. vom Städtischen Museum Göttingen und Galerie Apex, Göttingen/Berlin 1988  enthalten auf den S. 19–21.
- 1967 Klaus Vogelgesang, Galerie am Abend, Berlin[13]
- 1970 Klaus Vogelgesang, Galerie Lietzow, Berlin[14]
- 1974 Klaus Vogelgesang, Paula-Modersohn-Becker-Haus, Bremen
- 1975 Klaus Vogelgesang, Galerie Lietzow, Berlin
- 1977 Klaus Vogelgesang. Zeichnungen, Kunsthalle zu Kiel; Kunsthalle Recklinghausen; Städtische Galerie Oberhausen
- 1979 Klaus Vogelgesang, Galerie Apex, Göttingen
- 1980 Klaus Vogelgesang. Zeichnungen 1975–1980, Kunsthalle Düsseldorf
- 1982 Klaus Vogelgesang 1969–1982, Staatliche Kunsthalle Berlin
- 1982 18 Bilder einer Sammlung, Galerie Rampoldt, Berlin
- 1984 Klaus Vogelgesang. Arbeiten 1968–1973, Galerie Lietzow, Berlin
- 1988 Klaus Vogelgesang. Arbeiten 1985–1988, Städtisches Museum Göttingen/Galerie Apex, Göttingen
- 1989 Neue Arbeiten von Klaus Vogelgesang, Emslandmuseum Schloss Clemenswerth, Sögel; Stadtmuseum Oldenburg
- 2013 Klaus Vogelgesang. Schmutzige Aquarelle. Neue Arbeiten, Caspers Galerie für zeitgenössische Kunst, Berlin[15]
- 2013–2014 Kunst in Berlin 1945 bis heute. Raum Klaus Vogelgesang, Berlinische Galerie, Berlin
- 2015 Klaus Vogelgesang. Auf Karton und ungerahmt, Kunstraum Potsdam

## Gruppenausstellungen (Auswahl)
- 1972 Gruppe Aspekt, Freie Berliner Kunstausstellung, Berlin
- 1973 Prinzip Realismus, Akademie der Künste, Berlin, Städtische Galerie Oberhausen, Kunstverein München, Kunstverein Freiburg, Kunstmuseum Göteborg, Kunsthalle Lund
- 1974 Prinzip Realismus, Kunstvereine Tromso, Bergen, Oslo, Amsterdam, Zürich, Athen, Rom, Mailand, Padua, Genua, Triest, Turin, Stockholm, Zagreb, Belgrad
- 1977 Aspekt Großstadt, Künstlerhaus Bethanien, Berlin
- 1977 Aspekt Großstadt, Kunstverein Hannover
- 1977 documenta 6, Kassel
- 1977 Berlin now. Contemporary Art 1977, New School Art Center, New York
- 1978 Aspekt Großstadt, Kunstverein Frankfurt
- 1978 Partei ergreifen, Kunsthalle Recklinghausen
- 1978–1979 Internationaler Realismus heute, Kunstverein in Hamburg
- 1978–1979 Berlin. A Critical View. Ugly Realism 20s–70s, Institute of Contemporary Arts, London
- 1981 Dimension 81. Neue Tendenzen der Zeichnung, Kunstverein München, Berlinische Galerie
- 1981 Realism and Expressionism in Berlin Art, Frederick S. Wight Art Gallery/University of California, Los Angeles
- 1982 Gefühl und Härte. Kunst in Berlin, Kulturhuset (Stockholm)
- 1983 Großstadtdschungel. Neuer Realismus aus Berlin, Kunstverein München
- 1986–1987 15 Artistas Berlineses no Brasil/15 Berliner Künstler in Brasilien, Museu de Arte de São Paulo, Museu de Arte do Rio Grande do Sul, Porto Alegre; Paço Imperial, Rio de Janeiro; Centro De Convenções, Recife
- 1987 Ich und die Stadt, Martin-Gropius-Bau, Berlin
- 2018 Die Schönheit der großen Stadt. Berliner Bilder von Gaertner bis Fetting, Ephraim-Palais, Berlin

## Illustrationen (Auswahl)
Eine Auflistung der Illustrationen ist im Ausstellungskatalog Klaus Vogelgesang. Arbeiten 1985–1988, hrsg. vom Städtischen Museum Göttingen und Galerie Apex, Göttingen/Berlin 1988  enthalten auf S. 22.
- Victor Otto Stomps (Hrsg.): Agenda-Vormerk-Schreibtafeln für sämtliche Tage des Jahres 1968. Raben-Presse, Berlin 1967.
- Witold Gombrowicz, Die Ratte, Anabis Verlag, Berlin 1973.[16]
- Meine Zeit-Mein Raubtier. Russische Lyrik mit Illustrationen Berliner Künstler, Anabis Verlag, Berlin 1973.
- Heinrich Böll, Die verlorene Ehre der Katharina Blum. In: Der Spiegel, Hefte Nr. 31–34, 1974.
- Erotische Lyrik und Graphik, Anabis Verlag, Berlin 1975.
- Charles Bukowski, Käfig der Gier, Playboy, Nr. 8/1977.
- Axel Thormählen: Hanky, Merlin Verlag, Hamburg 1978.

## Werkdokumentation
Eine Auflistung der Literatur ist im Ausstellungskatalog Klaus Vogelgesang. Arbeiten 1985–1988, hrsg. vom Städtischen Museum Göttingen und Galerie Apex, Göttingen/Berlin 1988  enthalten auf den S. 22 und 23.
- Klaus Vogelgesang. Zeichnungen, Galerie Lietzow, Berlin 1970 .
- Prinzip Realismus. Malerei-Plastik-Graphik. Mit Texten von Katrin Sello, Mario de Micheli, Heinz Ohff, Eberhard Roters, Christian von Holst, Rüdiger Proske, Günter Matthias Tripp, Peter Hans Göpfert, Dorothea Neumeister, Carl Diemer, Volker Lehmann, Peter Sorge. Hrsg. von DAAD, Goethe-Institut, München und Galerie Poll, Berlin 1972.
- Klaus Vogelgesang. Zeichnungen 1970–1977. Mit einem Text von Jens Christian Jensen. Katalog zu den Ausstellungen in der Kunsthalle zu Kiel, Kunsthalle Recklinghausen, Städtische Galerie Oberhausen. Galerie Poll, Berlin 1977 .
- Katalog zur documenta 6: Band 1: Malerei, Plastik/Environment, Performance; Band 2: Fotografie, Film, Video; Band 3: Handzeichnungen, Utopisches Design, Bücher; Kassel 1977 ISBN 3-920453-00-X.
- Berlin now. Contemporary Art 1977. Mit Texten von Gerd Löffler, Heinz Ohff, Eberhard Roters, Katrin Sello, Lucie Schauer, Hannes Schwenger, Daghild Bartels, Karl Ruhrberg. Goethe-House New York, Deutscher Akademischer Austauschdienst und Senat für Kunst und Wissenschaft, Berlin/New York 1977.
- Aspekt Großstadt. Mit Texten von Eberhard Roters und Katrin Sello. Hrsg. vom Künstlerhaus Bethanien und der Gruppe Aspekt, Berlin 1977.
- Berlin. A Critical View. Ugly Realism 20s–70s. Mit Texten von Sarah Kent, Frank Whitford, Helmut Lethen, Hortense von Heppe, Bernd Weyergraf, Tilman Fichter, Siegward Lönnendonker, Michael Ruetz, Stuart Brisley, Johann Heinrich Müller, Andreas Kaps, Eberhard Roters. Institute of Contemporary Arts und Berliner Festspiele GmbH, London/Berlin 1978.
- Kunst in Berlin von 1960 bis heute. Band 2: Bestände 1960–1979 (insgesamt 3 Bände). Mit Texten von Winnetou Kampmann und Eberhard Roters. Berlinische Galerie, Berlin 1979, S. 154–156.
- Klaus Vogelgesang. Zeichnungen 1975–1980. Mit Texten von Eberhard Roters und Christel Irmscher. Kunsthalle Düsseldorf, Düsseldorf 1980.
- Klaus Vogelgesang 1969–1982, hrsg. von Dieter Ruckhaberle. Mit Texten von Eberhard Roters und Peter Hans Göpfert. Staatliche Kunsthalle Berlin, Berlin 1982.
- Großstadtdschungel. Neuer Realismus aus Berlin, hrsg. von Wolfgang Jean Stock. Mit Texten von Heinz Ohff, Eberhard Roters, Peter Hielscher, Karl-Ludwig Lange, Joachim Schmid, Ulrike Schuster, Fatima Ingraham. Frölich&Kaufmann, Berlin 1983, ISBN 3-88725-007-9.
- 15 Artistas Berlineses no Brasil/15 Berliner Künstler in Brasilien, hrsg. von Dieter Ruckhaberle. Mit Texten von P. M. Bardi, Dieter Ruckhaberle und Kurzbiografien der beteiligten Künstler. Staatliche Kunsthalle Berlin, Berlin 1986.
- Klaus Vogelgesang. Arbeiten 1985–1988, hrsg. vom Städtischen Museum Göttingen und Galerie Apex, Göttingen. Mit Texten von Eberhard Roters und Christel Irmscher. Berlin 1988.
- Klaus Vogelgesang. Auf Karton und ungerahmt. Mit Texten von Anneliese Lütgens, Jürgen Schilling, Frank Michael Zeidler. Kunstraum Potsdam, Potsdam 2015, ISBN 978-3-00-051506-4.
- Die Schönheit der großen Stadt. Berliner Bilder von Gaertner bis Fetting, hrsg. von Paul Spies und Dominik Bartmann. Mit Texten von Dominik Bartmann, Annette Bossmann, Ursula Cosmann, Albrecht Henkys, Jan Mende. Ephraim-Palais / Stiftung Stadtmuseum Berlin, Berlin 2018, ISBN 978-3-939254-46-1.